# Pulau Panggung (Luas)
Pulau Panggung is een bestuurslaag in het regentschap Kaur van de provincie Bengkulu, Indonesië. Pulau Panggung telt 596 inwoners (volkstelling 2010).